# 小桥大街街道
小桥大街街道，是中华人民共和国青海省西宁市城北区下辖的一个乡镇级行政单位。

## 行政区划
小桥大街街道下辖以下地区：
建设巷社区、新海桥社区、毛胜寺社区、小桥社区、新世纪社区、毛胜寺村、北杏元村、陶家寨村、陶新村和小桥村。